# 福島県道297号斎藤下行合線
福島県道297号斎藤下行合線（ふくしまけんどう297ごう さいとうしもゆきあいせん）は、福島県田村郡三春町から郡山市に至る一般県道である。

## 路線概要
- 起点：田村郡三春町大字斎藤字仁井堂
- 終点：郡山市田村町下行合字上河原
- 総延長：4.802km[1]
  - 実延長：4.458km
- 路線認定年月日：1959年8月31日[2]

郡山市中心市街地東部、特に郡山市中央工業団地と磐越自動車道郡山東インターチェンジを郡山東部広域農道を介して連絡するルートの一部を成す。また、郡山東部広域農道を介し、大型車の通行ができない福島県道54号須賀川三春線の狭隘区間を迂回するルートとしても用いられる。

### 重用区間
- 福島県道73号二本松金屋線（郡山市田村町下行合字御膳前～同市田村町下行合字上河原）

### 道路施設
大平橋
- 全長：18.3m
- 幅員：7.2m
- 竣工：1975年

郡山市大平町字下川、字川端から字向川原に至り、一級水系阿武隈川水系大滝根川を渡る。

## 通過する自治体
- 福島県
  - 田村郡三春町 - 郡山市

## 接続・交差する道路
- 三春町内
  - 福島県道54号須賀川三春線（斎藤字仁井堂 起点）
- 郡山市内
  - 美術館通り（蒲倉町字広表）
  - 福島県道73号二本松金屋線 二本松方面（田村町下行合字御膳前）
  - 福島県道65号小野郡山線（福島県道73号二本松金屋線 金屋方面重用区間）（田村町下行合字上河原 終点）

## 沿線
- 郡山東部ニュータウン
- 郡山市立緑ケ丘中学校